# La Florida, Texcatepec
La Florida är en ort i Mexiko.   Den ligger i kommunen Texcatepec och delstaten Veracruz, i den sydöstra delen av landet, 150 km nordost om huvudstaden Mexico City. La Florida ligger 1 527 meter över havet och antalet invånare är 642.
Terrängen runt La Florida är bergig västerut, men österut är den kuperad. La Florida ligger uppe på en höjd. Runt La Florida är det ganska glesbefolkat, med 32 invånare per kvadratkilometer. Närmaste större samhälle är Tlachichilco, 14,8 km öster om La Florida. I omgivningarna runt La Florida växer i huvudsak städsegrön lövskog.